# ハロルド・ペリノー・ジュニア
ハロルド・ペリノー・ジュニア（Harold Perrineau Jr., 1963年8月7日 - ）は、アメリカ合衆国ニューヨーク州ブルックリン出身の俳優である。ハロルド・ペリノーとクレジットされることもある。

## 略歴
父ハロルド・ウィリアムズ（シニア）と母シルヴィア・ペリノーの間に生まれるが両親は結婚しなかった。そのため名字としてウィリアムズとペリノーの両方を使っていたが、7歳の時にウィリアムズとした。ところが映画俳優組合に登録する際に既に「ハロルド・ウィリアムズ」という俳優がいたため、名字をペリノーとし、父と同じ名前の名残りとしてジュニアを付け、「ハロルド・ペリノー・ジュニア」を芸名とした。つまり「ハロルド・ペリノー・シニア」は存在しない。その後、法的にも本名を「ハロルド・ペリノー」と変えた。
ニューヨークで音楽と演劇を学ぶが、ダンサーになり『フェーム』などいくつかの舞台に立った。
1990年代より映画にも出演するようになり、バズ・ラーマンの『ロミオ+ジュリエット』ではマキューシオを演じた。また、『マトリックス』シリーズの第2作と3作目にオペレーターのリンクとして出演した。
テレビ出演も多く、最近ではヒットしたテレビシリーズ『LOST』にも出演している。

### 私生活
妻は元モデルで女優のブリッタニー・ペリノーで、『LOST』のシーズン1にソーヤーのガールフレンド役で出演している。
1994年生まれの長女と2008年生まれの次女の二人の娘がいる。

## 主な出演作品

### 映画
| 公開年 | 邦題 原題                                                    | 役名                       | 備考       |
| ------ | ------------------------------------------------------------ | -------------------------- | ---------- |
| 1988   | シェイクダウン Shakedown                                     | トミー                     |            |
| 1990   | キング・オブ・ニューヨーク King of New York                  | ギャングのリーダー         |            |
| 1995   | スモーク Smoke                                               | トーマス・ラシッド・コール |            |
| 1995   | フラート Flirt                                               | 男性トイレの男             |            |
| 1996   | ブラッド&ワイン Blood and Wine                               | ヘンリー                   |            |
| 1997   | ロミオ+ジュリエット Romeo + Juliet                           | マキューシオ               |            |
| 1997   | ザ・ワイルド The Edge                                        | スティーブン               |            |
| 1998   | ルル・オン・ザ・ブリッジ Lulu on the Bridge                  | ボビー・ペレス             |            |
| 1998   | テンペスト The Tempest                                       | アリエル                   | テレビ映画 |
| 1999   | ベストマン The Best Man                                      | ジュリアン・マーチ         |            |
| 2000   | ウーマン・オン・トップ Woman on Top                          | モニカ・ジョーンズ         |            |
| 2003   | マトリックス リローデッド The Matrix Reloaded                | リンク                     |            |
| 2003   | マトリックス レボリューションズ The Matrix Revolutions       | リンク                     |            |
| 2007   | 28週後... 28 Weeks Later                                     | フリン                     |            |
| 2008   | プリズン・サバイブ Felon                                     | ジャクソン警部補           |            |
| 2010   | ナイトレイジ The Killing Jar                                 | スミス                     |            |
| 2010   | 30デイズ・ナイト2:ダーク・デイズ 30 Days of Night: Dark Days | トッド                     | ビデオ作品 |
| 2011   | ハングリー・ラビット Seeking Justice                         | ジミー                     |            |
| 2012   | トランジット Transit                                         | ロサド                     |            |
| 2012   | ゼロ・ダーク・サーティ Zero Dark Thirty                      | ジャック                   |            |
| 2013   | 最高の贈りもの The Best Man Holiday                          | ジュリアン・マーチ         |            |
| 2014   | サボタージュ Sabotage                                        | ジャクソン                 |            |

### テレビシリーズ
| 放映年    | 邦題 原題                                                  | 役名                              | 備考         |
| --------- | ---------------------------------------------------------- | --------------------------------- | ------------ |
| 1986-1987 | Fame                                                       | ダンサー                          | 18エピソード |
| 1990 1993 | ロー&オーダー Law & Order                                  | ジョーダン・ヒル ケニー・リンカー | 2エピソード  |
| 1997      | ER緊急救命室 ER                                            | アイザック・プライス              | 1エピソード  |
| 1997-2003 | OZ/オズ OZ                                                 | オーガスタス・ヒル                | 55エピソード |
| 2004-2010 | LOST Lost                                                  | マイケル・ドーソン                | 62エピソード |
| 2007      | CSI:科学捜査班 CSI: Crime Scene Investigation              | ローデス                          | 1エピソード  |
| 2009      | The Unusuals                                               | レオ・バンクス刑事                | 10エピソード |
| 2010      | CSI:ニューヨーク CSI: NY                                   | レジー・ティフォード              | 1エピソード  |
| 2012      | Sons of Anarchy                                            | デイモン・ポープ                  | 8エピソード  |
| 2012-2013 | Wedding Band                                               | スティーヴィー                    | 10エピソード |
| 2013      | LAW & ORDER:性犯罪特捜班 Law & Order: Special Victims Unit | ブライアン・テイモア              | 1エピソード  |
| 2014      | Zネーション Z Nation                                       | マーク・ハモンド中尉              | 1エピソード  |
| 2014      | Growing Up Fisher                                          | フレッド                          | 1エピソード  |
| 2014-2015 | コンスタンティン Constantine                               | マニー                            | 12エピソード |
| 2016      | The Mysteries of Laura                                     | チャールズ・バプティスト          | 1エピソード  |
| 2016      | 弁護士ビリー・マクブライド Goliath                         | ロストン・ケラー                  | テレビドラマ |

## 参照
1. ↑  http://www.famenetwork.com/productions.php History of "Fame: The Musical" Productions
2. ↑  “The Mystery of Larry Wachowski”.  Rolling Stone. 2007年10月11日閲覧。
3. ↑  “Lost’s Perrineau Uncovers Child No. 2”.   Uk.eonline.com (2008年5月30日). 2012年9月21日閲覧。
4. ↑  “「LOST」のハロルド・ペリノーに2人目の赤ちゃん誕生”. シネマトゥデイ. (2008年6月5日) 2013年2月11日閲覧。